# 硝河
硝河，是中国长江流域的一条河流，汇入牛栏江，属于金沙江水系。河长106千米，流域面积1457平方千米，年均流量13立方米每秒。自然落差1063米。水能理论蕴藏量7万千瓦。